# Bindungsordnung
Die Bindungsordnung (Bindungsgrad) bezeichnet die Zahl der effektiven Bindungen in einem Molekül.
Sie ist definiert als die Hälfte der Zahl, die sich aus der Differenz von bindenden und antibindenden Valenzelektronen (in den Molekülorbitalen) ergibt:
{\displaystyle \mathrm {BO} ={\frac {{\text{bindende Valenzelektronen}}-{\text{antibindende Valenzelektronen}}}{2}}}
In zweiatomigen Molekülen lässt sich so bestimmen, ob eine Einfach-, Doppel- oder Dreifachbindung vorliegt. Ebenso lässt sich erklären, warum ein He2-Molekül nicht stabil ist, da die Berechnung des hypothetischen Moleküls eine formale Bindungsordnung von Null ergibt.

## Beispiele
| Bindungsordnung | Zahl der bindenden Elektronen | Name der Bindung       | Beispiele Elemente      | Beispiele C-C-Bindungen in Kohlenwasserstoffen und andere Bindungen |
| --------------- | ----------------------------- | ---------------------- | ----------------------- | ------------------------------------------------------------------- |
| 0               | 0                             | keine Bindung          | Neon Ne                 | Methan: keine C-C-Bindung                                           |
| 0,5             | 1                             | halbe Bindung          | Diwasserstoffkation H2+ |                                                                     |
| 1               | 2                             | Einfachbindung         | Difluor F2              | Ethan: C–C-Einfachbindung                                           |
| 1,5             | 3                             | Anderthalbfachbindung  | Ozon O3                 | Benzol: Mesomerie zwischen Einfach- und Doppelbindung               |
| 2               | 4                             | Doppelbindung          | Disauerstoff O2         | Ethen: C=C-Doppelbindung                                            |
| 2,5             | 5                             | Zweieinhalbfachbindung |                         | Stickstoffmonoxid: N=O                                              |
| 3               | 6                             | Dreifachbindung        | Distickstoff N2         | Ethin: C☰C-Dreifachbindung                                          |

### Bindungsordnung im Sauerstoff-MolekülO2

MO-Schema von Triplett-Sauerstoff
mit Besetzung der Energieniveaus

Elektronenkonfiguration der beiden Atome: jeweils 1s2,2s2,2p4
An der Bindung beteiligt sind die 2s2- und 2p4-Molekülorbitale, d. h. die 2 + 4 = 6 Valenzelektronen je Atom.
In der Bindung bilden die 2s2-Orbitale ein bindendes  σ-MO (Sigma-Molekülorbital) und ein antibindendes σ*-MO (Sigma-Molekülorbital) mit jeweils 2 Elektronen: {\displaystyle \Rightarrow {\text{bindend}}=2,{\text{antibindend}}=2},
Die 2p4-Orbitale bilden ein bindendes σ-MO und 2 bindende π-MO mit je 2 Elektronen aus, die übrigen 2 Elektronen besetzen jeweils ein antibindendes π*-Molekülorbital: {\displaystyle \Rightarrow {\text{bindend}}=3\cdot 2=6,{\text{antibindend}}=2}.
Insgesamt ergibt sich eine Bindungsordnung von:
{\displaystyle \mathrm {BO} (\mathrm {O} _{2})={\frac {(2+6)-(2+2)}{2}}={\frac {8-4}{2}}={\frac {4}{2}}=2},
d. h. beim normalen Sauerstoff-Molekül liegt eine Doppelbindung vor.